# IBM PS/55 Note
IBM PS/55 Note — ноутбук, випущений компанією IBM 1990 року. Як і сучасні ноутбуки, він мав керування живленням і здатність працювати від батарей. Належав до серії персональних комп'ютерів IBM PS/55.
Це був наступник першого ноутбука IBM PC Convertible, тобто другою моделлю ноутбука компанії IBM (на ринку Японії). PS/55 Note був попередником серії ноутбуків ThinkPad.

## Опис
Серія PS/55 була розроблена компанією IBM Japan, розповсюджувалася на місцевому ринку з 1987 по 1994 рік і охоплювала широкий спектр продукції — від серверів до настільних комп'ютерів і ноутбуків. Серія PS/55 була технічно тісно пов'язана з серією PS/2.
Ноутбуки серії IBM PS/55 Note можна вважати "прабатьком" серії ThinkPad, оскільки вони мали деякі критерії дизайнерської концепції Річарда Сапперса ще до розробки перших моделей ThinkPad. Якісно їх можна поставити на той же рівень, що і модель серії PS/Note.
Проте моделі PS/55 Note мали суттєві недоліки:
- всі вони були розроблені для заміни настільних ПК з використанням процесорів від настільних ПК з високим енергоспоживанням і, таким чином, занадто коротким часом автономної роботи
- більшість PS/55 Note були набагато більшими за розміром, ніж аркуші формату А4, і тому громіздкі
- масою майже 7 кг (залежно від моделі) комп'ютери були занадто важкими, щоб вважатися "ноутбуком"
- PS/55 Note були розроблені для задоволення потреб японського ринку і ніколи не експортувалися

З усіх перелічених вище причин IBM не бажала продавати моделі PS/55 Note на міжнародному ринку під брендом "ThinkPad".

## Модифікації

### Модель 5535-S (1990)
Перша модель ноутбука IBM з кольоровим дисплеєм.
| Процесор                 | Intel 80386SX @ 16 МГц                                                                                                   |
| Пам'ять                  | 2 Мб (розширюється до 6 Мб)                                                                                              |
| Запам'ятовуючий пристрій | Жорсткий диск 40 Мб Зовнішній дисковод для дискет 3,5" 1.44 Мб                                                           |
| Дисплей                  | Кольоровий 640x480 STN 16 кольорів                                                                                       |
| Особливості              | Мікроканальна архітектура                                                                                                |
| Вага                     | 6,8 кг |
| Порти                    | - RS232 - Паралельний порт - Порт для зовнішнього дисковода - Миша - Клавіатура - Порт розширення (шина AT) - VGA - SCSI |
| Розміри                  | 310x380x82-110 мм |

### Модель 5523-S (03/1991)
Ця модель стала еталоном кольору і форми першого Thinkpad.
| Процесор                 | Intel 80386SX @ 12/16 МГц                                                                                         |
| Пам'ять                  | 2 Мб (розширюється до 6 Мб)                                                                                       |
| Запам'ятовуючий пристрій | Жорсткий диск 40/80 Мб Зовнішній дисковод для дискет 3,5" 1.44 Мб                                                 |
| Відеокарта               | VGA |
| Дисплей                  | Монохромний 640x480 STN 9,5" 16 відтінків сірого                                                                  |
| Вага                     | 2,4/2,5 кг |
| Порти                    | - RS232 - Паралельний порт - Порт для зовнішнього дисковода - Миша - Клавіатура - Порт розширення (шина AT) - VGA |
| Розміри                  | 297x210x43-51 мм                                                                                                  |

### Модель T22sx (5522) (1992)
Перший ноутбук-планшет IBM на японському ринку.
| Операційна система            | IBM DOS J5.0/V (5522-SV2)                          |
| Процесор                      | Intel 80386SX @ 16 МГц                             |
| Пам'ять                       | 2/4 МБ SIMM (розширюється до 6/8 Мб)               |
| Запам'ятовуючий пристрій      | Flash ROM: 3 Мб 2.5/5/10MB TPF-карта               |
| Дисплей                       | Монохромний сенсорний STN 7,6" (VGA)               |
| Особливості                   | Мікроканальна архітектура                          |
| Вага                          | 1,2 кг                                             |
| Порти                         | - Слот PCMCIA Type 2 - Послідовний порт - Дисковод |
| Розміри                       | 257×182×27 мм                                      |
| Термін роботи від акумулятора | 2-4 години                                         |

### Модель N27sx (02/1992)
| Операційна система       | IBM DOS 5.0, OS/2 J2.0                                          |
| Процесор                 | Intel 80386SX @ 16 МГц зі співпроцесором Intel 80387SX @ 20 МГц |
| Пам'ять                  | 2 Мб (розширюється до 16 Мб)                                    |
| Запам'ятовуючий пристрій | Жорсткий диск 80 Мб Дисковод для дискет 3,5"                    |
| Дисплей                  | Кольоровий TFT 10.4" 4096 кольорів (VGA)                        |
| Особливості              | Мікроканальна архітектура                                       |
| Вага                     | 5 кг                                                            |
| Порти                    | - Послідовний порт - VGA                                        |
| Розміри                  | 325x278x71 мм                                                   |

### Модель C23V (10/1992)
| Процесор                 | Intel 80386SX @ 25 МГц                                   |
| Пам'ять                  | 2 Мб (розширюється до 10 Мб)                             |
| Запам'ятовуючий пристрій | Жорсткий диск IDE 80 Мб Дисковод для дискет 3,5" 1.44 Мб |
| Дисплей                  | Кольоровий TFT 640x480 10.4" 256 кольорів                |
| Особливості              | Мікроканальна архітектура Напруга живлення 20 В          |
| Вага                     | 3.4 кг                                                   |
| Порти                    | - Послідовний порт - VGA - PCMCIA Type 1                 |
| Розміри                  | 297x210x68 мм                                            |

### Модель C52 (10/1992)
Ця модель ідентична ноутбуку IBM Thinkpad 700C.
| Процесор                 | Texas Instruments TI486SXLC2 @ 25 МГц                                 |
| Пам'ять                  | 4 Мб (розширюється до 16 Мб)                                          |
| Запам'ятовуючий пристрій | Жорсткий диск IDE 240 Мб Дисковод для дискет 3,5" 1.44 Мб             |
| Відеокарта               | Western Digital 90C26 512 Кб                                          |
| Дисплей                  | Кольоровий TFT 640x480 10.4" 256 кольорів                             |
| Особливості              | Мікроканальна архітектура Trackpoint (єдиний PS/55 з цим обладнанням) |
| Вага                     | 3.5 кг                                                                |
| Розміри                  | 297x210x56 мм                                                         |

## Також
- IBM PS/2
- IBM PS/2 L40SX

- Ноутбук